# (20) Massàlia
(20) Massàlia és l'asteroide amb el número 20 de la sèrie, descobert a Nàpols el 19 de setembre de 1852 per Annibale de Gasparis (1819-92). Va ser descobert independentment la nit següent per Jean Chacornac (1823-1873) des de Marsella. Se li adjudica el descobriment per haver-ho anunciat abans que Gasparis.
B. Valz el va anomenar sense el coneixement del descobridor, que tenia reservat el nom de Temis. «Massàlia» és el nom grec de la ciutat de Marsella. En llatí a vegades ha estat escrit Massilia. Va ser el primer asteroide que no va dur nom mitològic.